# Monodidymaria viticis
Monodidymaria viticis är en svampart som först beskrevs av Hans Sydow, och fick sitt nu gällande namn av U. Braun 1994. Monodidymaria viticis ingår i släktet Monodidymaria, divisionen sporsäcksvampar och riket svampar.   Inga underarter finns listade i Catalogue of Life.